# Vacaciones con Parchís
Vacaciones con Parchís fue un programa de televisión peruano destinado al público infantil y juvenil, transmitido y producido por América Televisión entre el lunes 12 de enero de 1998 a abril de 1999. La conducción estuvo a cargo del grupo pop argentino Parchís conformado por Juan Pablo Kildoff (ficha roja), Sandra Abellón (ficha amarilla), Matías Valverde (ficha azul), Natalia Otero (ficha verde) y Julián Zucchi (el dado).

## Historia
El grupo argentino Parchís debutó en el programa infantil argentino Los chicos vienen cantando, emitido en 1996, donde el grupo tuvo un éxito moderado.

### Producción
Para finales de 1997, la productora peruana Mariana Ramirez del Villar decidió llevar el éxito del grupo a Perú, donde el grupo obtuvo un mayor éxito, lanzando un álbum recopilatorio de sus tres primeros discos (Eo-Eo Tour Perú).
Para enero de 1998, comienzan las emisiones del programa en las mañanas de lunes a viernes por las pantallas de América Televisión. 
El programa rápidamente escalo en el gusto popular, alcanzando altos índices de audiencia, unos treinta y cinco puntos de índice de audiencia en sus picos más elevados.

### Estructura del programa
A lo largo de sus dos años de emisión, el programa tuvo dos temporadas, las cuales fueron Vacciones de verano con Parchís y Vaciones de invierno con Parchís.
El programa estaba dirigido al público infantil, adolescente y juvenil, con segmentos de música, juegos, cocina, entrevistas, cultura y cámara indiscreta. Además, se alternaban videoclips musicales con canciones del grupo, así como dibujos animados y series juveniles, como Supercampeones, Ranma ½, Dragon Ball Z, Sabrina, la bruja adolescente, Los Caballeros del Zodiaco, entre otros.

### Cancelación del programa
El programa se canceló en 1999 por decisiones de los integrantes debido a que ya habían crecido y cada uno tenía inquietudes para hacer otras cosas, Sin embargo, el grupo se desintegró a principios de 2000.

## Discografía del programa

### Vacaciones con Parchís (1998)
1. Eo eo
2. Gotita de amor
3. Payasito
4. Twist del colegio
5. Tu nombre
6. Hay amores
7. Cuestión de sabor
8. Marinero... marinero
9. Acompáñame

### Vacaciones con Parchís (1999)
1. Que no pare la música
2. Sígueme
3. Una canción de amor
4. Parchís bomba
5. Si supieras
6. Mentiroso y caradura
7. Esa carta
8. Si los sueños
9. Rap del examen
10. Mi ángel guardián
11. El poco poco